# Pedro Álvarez de Acosta

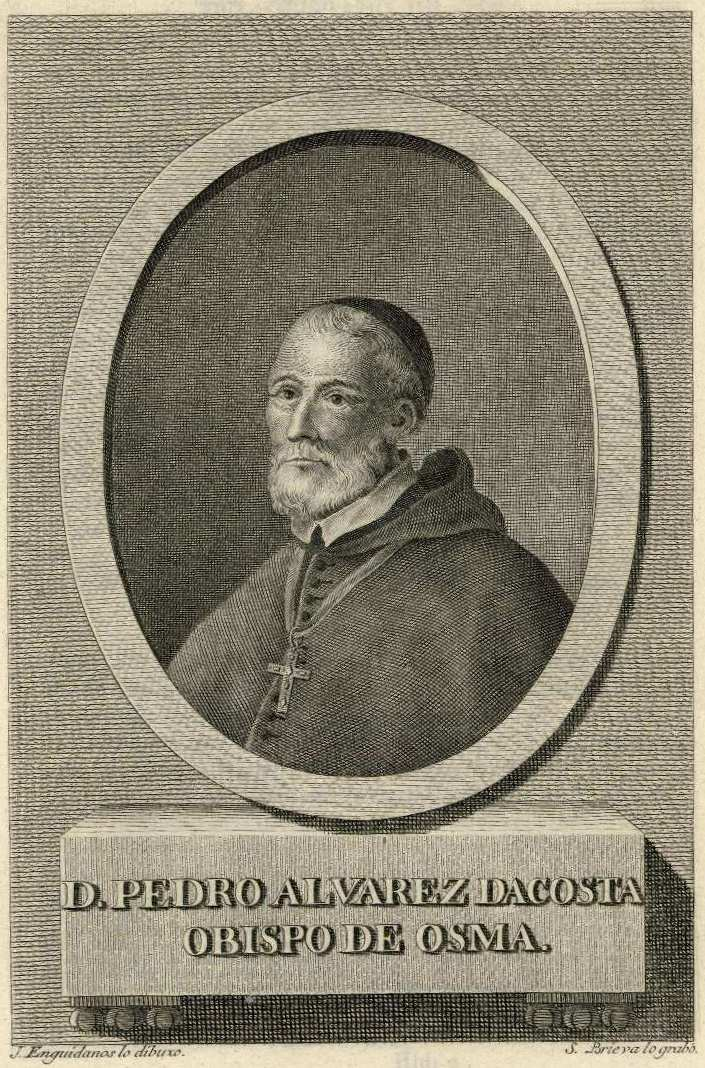
Retrato de Pedro Álvarez de Acosta. Grabado de Simón Brieva por dibujo de José López Enguídanos, ilustración de Descripción histórica del Obispado de Osma por Juan Loperraez Corvalán, Madrid, Imprenta Real, 1788. Biblioteca Nacional de España.

Pedro Álvarez de Acosta o Dacosta (Alpedrinha, 1484-El Burgo de Osma, 20 de febrero de 1563) fue un eclesiástico portugués, sucesivamente obispo 
de Oporto, 
de León 
y de Osma. Durante su episcopado en esta última diócesis fundó la Pontificia y Real Universidad de Santa Catalina en El Burgo de Osma.

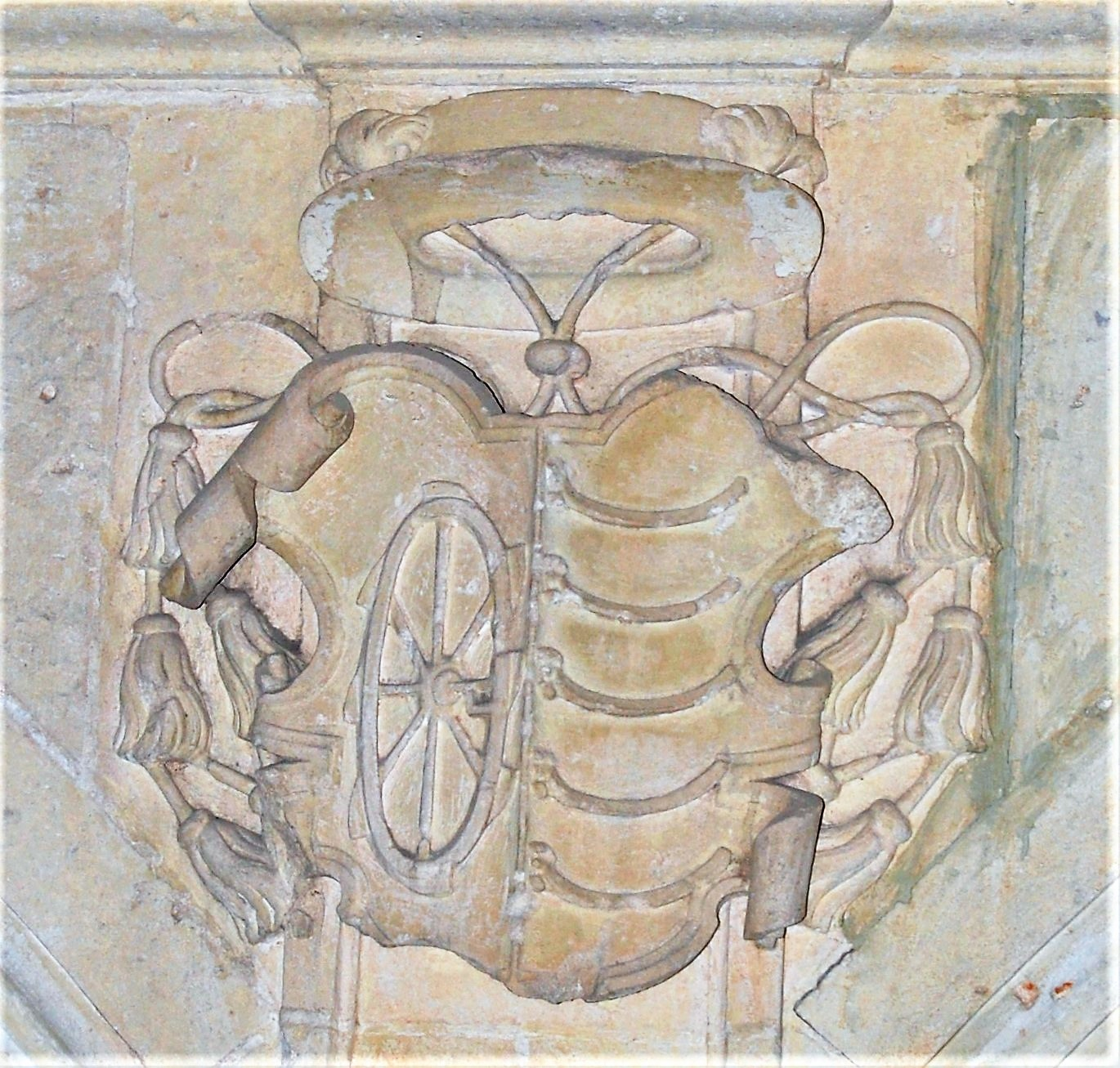
Escudo del obispo Pedro Álvarez de Acosta.